# Cité de la musique et de la danse de Strasbourg
Résidence
La Cité de la musique et de la danse de Strasbourg est un bâtiment consacré à la musique, à la danse, et au théâtre, inauguré en 2006 à Strasbourg. Le concert d'inauguration a été donné le 15 septembre 2006 par Pierre Pincemaille.
C'est le lieu d'activité du conservatoire de Strasbourg et le lieu principal du Festival Musica.

## Organisation
Outre le parking en sous-sol, la cité est composée de cinq niveaux :
Au rez-de-chaussée
- d'un auditorium (500 places)
- d'une salle d'orgue (50 places)
- d'un café-restaurant
- de locaux du Festival Musica
- de grandes salles

Au premier étage
- l'administration du Conservatoire
- la bibliothèque
- un studio destiné à l'enseignement, l'enregistrement et la production
- le pôle des écoles de musique de la Ville de Strasbourg
- salles de cours

Au deuxième étagesalles de cours
Au troisième étagesalles de cours
Au quatrième étagequatre grands studios de danse